# Джеррі Фолвелл
Дже́ррі Ле́ймон Фо́лвелл (англ. Jerry Lamon Falwell; 11 серпня 1933 — 15 травня 2007) — американський пастор, проповідник, суспільний діяч, протестантський фундаменталіст Південної баптистської конвенції та телеєвангеліст, відомий своїми радикальними консервативними поглядами на мораль і політику. Був засновником релігійно-політичної організації «Моральна більшість» та Університету Ліберті.

## Біографія

### Ранні роки
Джеррі Фолвелл народився 11 серпня 1933 року в м. Лінчбург, Вірджинія. За власним визнанням, у дитинстві прихильність до релігії він отримав від матері, хоча його дід був затятий атеїст, який глузував з усіх, хто ходив до церкви. Батько Фолвела був дрібним підрпиємцем, страждав від алкоголізму і помер, коли Джеррі виповнилося 15 років. Після закінчення середньої школи, де він був одним із найкращих учнів, Фолвелл поступив у 1950 році на навчання до Лінчбургського коледжу. На другому курсі, 20 січня 1952 року Фолвелл отримав «боже об'явлення» й вирішив присвятити своє життя християнській вірі. У той самий день він познайомився з церковною піаністкою Мейсел Пейт, яка пізніше протягом 49 років була його дружиною. Невдовзі Фолвелл поступив до Баптистського біблійного коледжу в місті Спрінгфілд, штат Міссурі.

### Проповідництво
Після закінчення коледжу, у 1956 році Фолвелл став проповідником у Баптистській церкві Томаса Рода, яку сам заснував у своєму рідному місті Лінчбург. Спочатку, паства Фолвелла складалася лише з 35 сімей, але за роки його проповідництва кількість відвідувачів зросла до 22000. При церкві була побудована недільна школа, реабілітаційний центр для алкоголіків, літній табір для дітей, тощо. Фолвелл почав займатися фінансуванням місіонерських проектів у різних країнах і випускати власну щоденну півгодинну радіопередачу у рідному місті. З часом півгодинна радіопередача перетворилася на телевізійне шоу, аудиторія якого у 1971 році вже нараховувала мільйони глядачів.
У середині 1970-х років консервативний християнський рух започаткований Фолвеллом вже істотно зріс, його телевізійні програми транслювалися по всій країні. Крім суто релігійних обов'язків Фолвелл узяв на себе ініціативу впровадження консервативних поглядів у суспільстві: запроваджував добровільні молитви у школах, виступав за вільне підприємництво, фінансову відповідальність та консерватизм уряду, укріплення збройних сил, у зовнішній політиці підтримував Ізраїль, тощо.

### Моральна більшість
З часом Фолвелл почав поєднувати свої консервативні релігійні погляди з політикою. У 1979 році він заснував релігійно-політичну організацію «Моральна більшість». Метою цієї ораганізації було лобіювання політиків для втілення релігійних принципів і моралі в політичне життя країни. Фолвелл безпосередньо втручався у передвиборчі кампанії політиків із закликом голосувати тільки за тих, хто дотримувався біблійного вчення. Крім того, він вважав усіх не тільки невіруючих, а й недостатньо консервативних віруючих ворогами бога, а відтак й держави і закликав не голосувати за них. Дуже швидко бюджет цієї організації зріс до 7 мільйонів доларів і вона мала значний вплив на політичне життя Сполучених штатів.
Протягом наступних десятиліть, у великій мірі завдяки зусиллям Фолвелла та інших консерваторів у політиці США сталися значні зміни — до влади прийшла ціла плеяда консерваторів: президент Рональд Рейган, а у 1980 році, вперше за 26 років був обраний сенат із консервативною більшістю. У 80-ті роки Фолвелл мав значний вплив на формування стратегії Республіканської партії, яка з того часу використовує консервативні, релігійні погляди для мобілізації свого електорату, переважно у східних штатах. Вплив «Моральної більшості» і самого Джеррі Фолвелла призвів до наступного обрання республіканця Джорджа Буша і формування наприкінці 1980-х років Християнської коаліції, як потужної політичної сили в лавах Республіканської партії.

### Останні роки життя
Наприкінці 1980-х років популярність Моральної більшості почала поступово зменшуватися, здебільшого завдяки скандалам із різними проповідниками, які як Фолвелл намагалися за допомогою релігії вплинути на політику. У 1989 році Фолвелл оголосив про розпуск «Моральної більшості», стверджуючи, що йому вдалося досягти своєї мети, і не було необхідності в її подальшому існуванні. Натомість, після розпуску «Моральної більшості» він зосередився на інших проектах — розбудовував Університет Ліберті, який з часу заснування у 1971 році став одним з найбільших християнських навчальних закладів та повноцінним університетом. В університеті були започатковані нові програми, відкриті нові факультети та побудовані нові, сучасні приміщення.
Майже до кінця своїх днів Джеррі Фолвелл проповідував на недільних службах у церкві, яку він заснував після закінчення коледжу, працював на різних посадах в Університеті Ліберті. Незважаючи на досить контроверсійні, консервативні погляди, які викликали частом гостру критику навіть серед республіканців, Фолвелл продовжував виступати з промовами на різних політичних заходах Республіканської партії і вважався авторитетом серед її більш консервативного крила. 15 травня 2007 року Джеррі Фолвелл у своєму кабінеті знепритомнів від серцевого нападу і невдовзі помер у лікарні.

## Погляди
Релігійні погляди, які проповідував Фолвелл оглядачі називали фундаменталістськими, оскільки він вважав, що кожне слово у Біблії, від початку до кінця є точним і незмінним словом божим і мусить сприйматися буквально. Фолвелл також вважав, що Біблія містить усі потрібні відомості про сімейне життя. Серед основних ідей, що створили організацію Моральної більшості були: родинність, життєвість, оборонність тощо. Фолвелл, зокрема виступав проти расового рівноправ'я та розширення прав чорношкірих американців, проти порнографії, абортів, гомосексуальності, азартних ігор та рок-н-ролу.
У середині 1980-х років Джеррі Фолвелл опинився в центрі гучного скандалу навколо публікації пародії на нього у порнографічному журналі Хаслер, який видавав Ларрі Флінт. Фолвелл подав у суд на журнал, виграв позов і отримав 200 000 доларів компенсації. Ця справа, однак була оскаржена і дійшла аж до Верховного суду США, який у 1988 році скасував попереднє рішення. Цей скандал знайшов відображення у фільмі 1996 року Мілоша Формана «Народ проти Ларі Флинта».
У лютому 1999 року в журналі The National Liberty Journal Фолвелл опублікував статтю, де він заявив, що популярна британська дитяча програма «Телепузики» підривала моральні цінності і розбещувала американських дітей. Зокрема, він стверджував, що один з її персонажів — Тінкі-Вінкі мав приховані гомосексуальні риси. Ці звинувачення викликали значний ажиотаж у пресі.
Фолвелл також був одним з гострих критиків Ісламу, який він у своїх промовах називав «сатанинською вірою», а пророка Мухаммеда терористом. Після нападу на Всесвітній торговельний центр у вересні 2001 року, Джеррі Фолвелл заявив, що це була частково заслужена божа кара, за те, що американське суспільство толерантно відносилося до абортів, фемінізму, гомосексуальності та інших громадянських вольностей. За ці заяви, які викликали гостру критику з багатьох боків, навіть серед республіканців, Фолвелл пізніше мусив вибачитися.